# 리시 (가수)
리시(Lissie, 1982년 11월 1일 ~ )는 미국의 포크 록 싱어송라이터이다.

## 음반 목록
- Catching a Tiger (2010)
- Back to Forever (2013)
- My Wild West (2016)
- Castles (2018)